# Kejnice
Kejnice é uma comuna checa localizada na região de Plzeň, distrito de Klatovy.

## Galeria

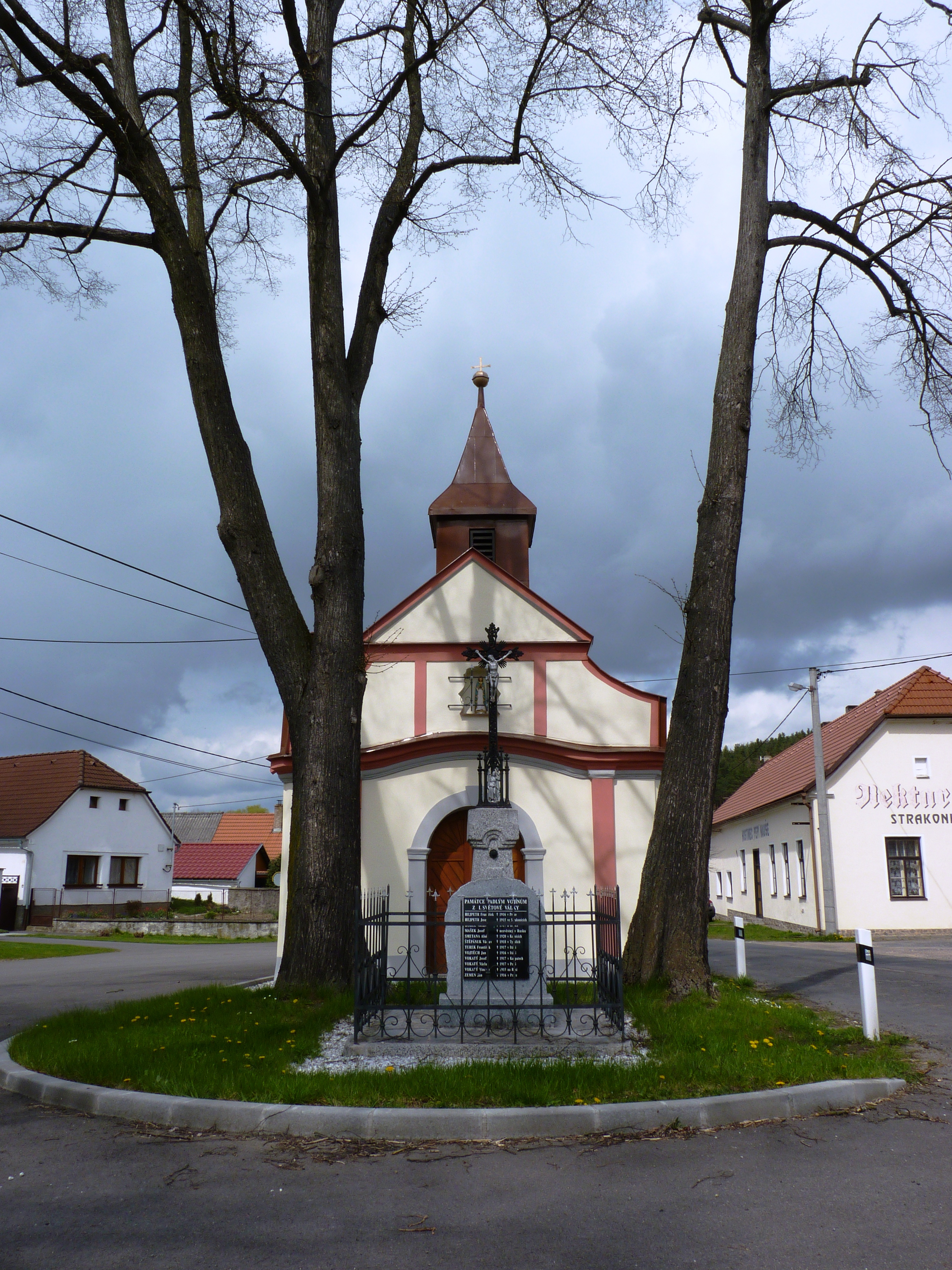